# Żako (singel Ladanivy)
Żako (orm. Ժակո) – singel francusko-ormiańskiego duetu muzycznego Ladaniva, wydany 29 września 2023 pod nakładem wytwórni Jiguli i PIAS Recordings jako część albumu Ladaniva.
Kompozycja reprezentowała Armenię w 68. Konkursie Piosenki Eurowizji w Malmö.

## Powstanie utworu i historia wydania
Utwór skomponowali i napisali Żaklin Baghdasarian, Louis Thomas oraz Audrey Leclercq, a za produkcję utworu odpowiadają Jasper Maekelberg, Lilit „Li’lith” Nawasardian, Mikajel Geworgian i Wahagn Geworgian. Gatunek piosenki określa się, jak i większość innych piosenek duetu, jako world music – zainspirowany jest on brzmieniem muzyki z gatunku maloya oraz kompozycji folkowych m.in. z Armenii i Bałkanów.
Tekst utworu krytykuje normy społeczne funkcjonujące wobec kobiet i limitacje z nimi związane, a Baghdasarian opisała go, mówiąc: Kiedy byłam mała, nazywali mnie „Żako”. Dorastając, zawsze mówiono mi, że dziewczyny powinny się [dobrze] zachowywać, być pokorne, ubierać się normalnie, nie mówić za dużo i nie robić szalonych rzeczy. Szef ormiańskiej delegacji na konkurs Dawid Cerunian dodał: [utwór] porusza bardzo ważną sprawę, ale w sposób wesoły i żartobliwy. Mamy nadzieję, że zainspiruje ludzi na całym świecie do objęcia swojego wewnętrznego „Żako” i przyłączenia się do tego wzmacniającego tańca wolności!. Redaktor Kamil Polewski strony internetowej Eurowizja.org, działającej też jako OGAE Polska, opisał utwór, mówiąc: Piosenka jest wezwaniem do życia w zgodzie z samym sobą, swoim prawdziwym obliczem, a także do odnajdywania własnego powołania w życiu, bez względu na oczekiwania innych ludzi.

## Konkurs Piosenki Eurowizji

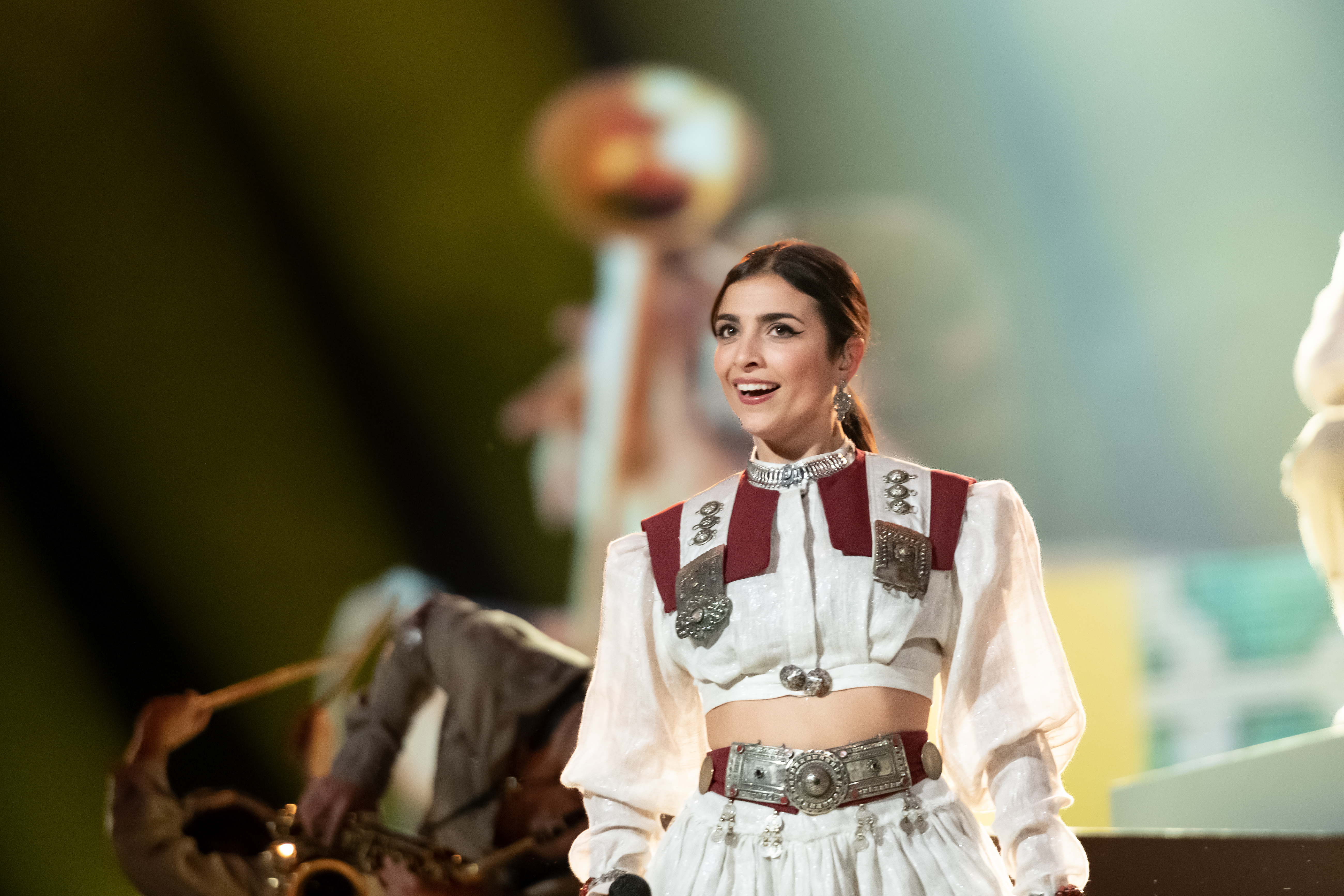
Żaklin Baghdasarian w trakcie występu Ladanivy podczas próby kostiumowej drugiego półfinału 68. Konkursu Piosenki Eurowizji (2024)

13 marca 2024 ujawniono, że utwór będzie reprezentował Armenię w 68. Konkursie Piosenki Eurowizji. Do piosenki został zrealizowany oficjalny teledysk w reżyserii Artura Manukiana, który został opublikowany premierowo tego samego dnia na kanale „Eurovision Song Contest” w serwisie YouTube.
Piosenka została zaprezentowana podczas drugiego półfinału i awansowała do finału. Podczas finału utwór został zaprezentowany jako 19 z kolei, otrzymał 101 punktów od jury i 82 punkty od widzów i ostatecznie z liczbą 183 punktów znalazł się na 8. miejscu. Za scenografię występu Ladanivy odpowiadał Artur Manukian.

## Lista utworów
| Digital download / media strumieniowe | Digital download / media strumieniowe | Digital download / media strumieniowe |
| Nr                                    | Tytuł utworu                          | Długość                               |
| ------------------------------------- | ------------------------------------- | ------------------------------------- |
| 1.                                    | „Żako”                                | 2:25                                  |